# Aramberri
Aramberri là một đô thị thuộc bang Nuevo León, México. Năm 2005, dân số của đô thị này là 14692 người.